# 檀瀆駅
檀瀆駅（だんとくえき）は、中華人民共和国 浙江省紹興市越城区に位置する紹興軌道交通2号線の駅である。

## 歴史
- 2023年7月26日：開業[1]。

## 隣の駅
紹興軌道交通
■ 2号線
豆姜駅- 木瀆駅